# 2-(Etylotio)benzimidazol
2-(Etylotio)benzimidazol – organiczny związek chemiczny, pochodna benzimidazolu. W postaci bromowodorku stosowana jako środek leczniczy i składnik suplementu diety, poprawiającego zdolności regeneracyjne organizmu. Wykazuje efekty antyhipoksyjne (przeciwniedotlenieniowe), ponadto istnieją wskazówki, że może wywierać działanie nootropowe. Oddziałując synergicznie z fruktozą wykazuje działanie nootropowe oraz poprawia zdolności organizmu do wiązania produktów fermentacji mleczanowej, które wywołują zjawisko zakwaszenia mięśni.
Środek ten został zsyntetyzowany w byłym ZSSR, na potrzeby radzieckich olimpijczyków, oddziałów specjalnych (stanowił wyposażenie Kontyngentu Wojsk Radzieckich podczas radzieckiej interwencji w Afganistanie), KGB oraz specjalistów technicznych w wielu gałęziach gospodarki narodowej ZSRR.
W ZSSR bromowodorek 2-(etylotio)benzimidazolu był produkowany na skalę przemysłową pod nazwą handlową Bemitil. Po upadku ZSSR w 1991 roku przemysłowa bemitilu została przerwana, jednak w Kijowie (który został wówczas stolicą Ukrainy) jedna z firm farmaceutycznych kontynuowała jego produkcję. Na terenie Federacji Rosyjskiej próbowano przywrócić jego produkcję pod nazwą Bemaktor w połowie lat 90., jednak zrezygnowano z tego planu. W latach 2002–2004 grupa badaczy ukraińskich rozpoczęła produkcję suplementu diety o nazwie Antihot™, w którym bromowodorek 2-(etylotio)benzimidazolu jest stosowany razem z fruktozą (fruktoza pełni w nim rolę dodatkowego czynnika optymalizującego metabolizm węglowodanów).

## Działanie farmakologiczne
W wyniku przeprowadzonych na szczurach badań kinetyki dystrybucji bromowodorku 2-(etylotio)benzimidazolu w tkankach stwierdzono, że akumuluje się on w plazmie mózgu, nerek, mięśni szkieletowych oraz gruczołów płciowych (stosowano dawkowanie 100 mg/kg masy ciała dziennie przez 14 dni). Przeprowadzono również badania porównawcze wpływu ekdysteroidów pochodzenia roślinnego (fitoekdysteroidów) oraz bemitilu na zdolność do długotrwałego pływania myszy i szczurów w zróżnicowanych warunkach. Wykazały one, że turkesteron i cyasteron są skuteczniejsze od bemitilu w zakresie zwiększenia czasu dynamicznej pracy wykonywanej przez te zwierzęta, zmniejszania ich zmęczenia oraz przyspieszania regeneracji. Zaobserwowano również specyficzny wpływ bemitilu na działanie neuroprzekaźników noradrenergicznych i serotoninowych w mózgach kotów. Badano także wpływ betimilu na leczenie poważnych urazów mózgu – u szczurów stwierdzono jego wpływ na zmniejszenie zawartości wody niezwiązanej, zwiększenie ilości wody związanej oraz inhibicję procesu peroksydacji lipidów w mózgu, ponadto w okresie pourazowym tkanki mózgowe wykazywały zmniejszone zapotrzebowanie na tlen u zwierząt doświadczalnych. Zaobserwowano wpływ betemilu na redukcję symptomów psychopatologicznych oraz w zakresie zapobiegania zaburzeniom metabolicznym u szczurów z urazami czaszki. Ustalono również, że omawiany związek wywiera silniejszy pozytywny wpływ na leczenie skutków tych urazów u osobników posiadających samodzielnie podwyższoną odporność na niedotlenienie niż w grupie szczurów mniej odpornych oraz że wykazuje addytywny efekt z pyrazidolem u obu grup. Zaobserwowano także, że o ile pyrazidol użyty bez betimilu wykazuje działanie antylękowe w grupie szczurów odpornych na niedotlenienie, to w grupie nieodpornej efekt jest odwrotny – jednoczesne zastosowanie betemilu w tej drugiej grupie przywraca antylękowe właściwości pyrazidolu. Stwierdzono wpływ betemilu na korelację częstotliwości impulsów neuronów aminergicznych z aktywnością elektryczną kory mózgowej kotów. Krótkotrwałe stosowanie omawianego preparatu u szczurów (3 dni) stymulowało ich aktywność seksualną oraz ich spermatogenezę niezależnie od dawki z zakresu 20–200 mg/kg masy ciała, jednak długotrwałe stosowanie (powyżej 60 dni) wywoływało efekt obniżonej aktywności oraz spermatogenezy w porównaniu z grupą kontrolną, której ten środek nie był podawany. Niewielkie dawki bemetilu (20 mg/kg masy ciała) podawane codziennie ciężarnym samicom szczurów w okresie od 6 do 16 tygodnia ciąży spowodowały obniżenie śmiertelności oraz zwiększenie masy ciała płodów, a u potomstwa po narodzinach zaobserwowano szybszy rozwój kondycji fizycznej oraz wzrost refleksu odruchów sensomotorycznych. Podobne efekty (wzrost masy mięśniowej oraz szybkości odruchów sensomotorycznych) zaobserwowano już wcześniej u potomstwa szczurzej samicy, której podawano bemitil (20 lub 100 mg/kg, młode otrzymywały takie dawki, jakie były zawarte w mleku karmiącej ich matki), jednak przy długotrwałym stosowaniu środek ten niekorzystnie wpływał na dojrzewanie tego potomstwa. Zauważono również pozytywny wpływ bemetilu na szczury cierpiące na marskość wątroby, jednakże jego efektywność hepatoprotekcyjna zależy od mikrośrodowiska komórkowego. Bemetil wykazuje u tych zwierząt także pozytywny efekt na procesy metaboliczne pozwalające na adaptację do warunków powodujących częste niedotlenienie krwi tętniczej (ang. hypoxic hypoxia), a uzyskany efekt jest długotrwały i występuje także po zakończeniu dawkowania. W przypadku szczurów uzyskano również wskazówki, że w połączeniu z atropiną i tietasolem, działa aktoprotekcyjnie (zwiększa odporność na wyczerpanie psychiczne).
Bromowodorek 2-(etylotio)benzimidazolu oddziałuje synergicznie z fruktozą. Wykazuje wówczas właściwości nootropowe, podwyższa odporność organizmu na niedotlenienie (hipoksję), wykazuje działanie przeciwutleniające oraz immunomodulujące, poprawia także zdolności regeneracyjne oraz naprawcze organizmu. Mechanizm działania omawianego układu synergicznego polega na intensyfikacji syntezy RNA, enzymów i białek, również takich, które mają wpływ na układ odpornościowy. Aktywuje syntezę enzymów glukoneogenezy, które odpowiadają za proces resyntezy glukozy z produktów fermentacji mleczanowej. Glukoza jest jednym z najważniejszych źródeł energii w mięśniach i dlatego antihot wpływa na podwyższenie wydolności fizycznej. Pozytywny wpływ na syntezę mitochondrialnych enzymów i białek przyczynia się do zwiększenie wydajności energetycznej organizmu. Poprzez wpływ na procesy mitochondrialnego utlenienia i fosforylacji ogranicza niekorzystne efekty przemian niskoenergetycznych. Podtrzymanie wysokiego poziomu syntezy ATP (adenozynotrójfosforanu) w warunkach deficytu tlenu zabezpiecza wysoki poziom ochrony komórek organizmu przed niedotlenieniem. Preparat wzmacnia syntezę enzymów antyoksydacyjnych. Po podaniu pojedynczej dawki występuje w krwi po 30 minutach, a jego maksymalne stężenie osiągane w ciągu 1–2 godzin, utrzymuje się w ciągu 4–6 godzin. Składniki preparatu w stężeniu powyżej 4 ng / ml były wykrywane w osoczu krwi zdrowych ochotników przez okres nie dłuższy niż 10 godzin. W przypadku wielokrotnego stosowania preparatu, zwłaszcza w dużych dawkach, może występować efekt kumulacji w ciągu 10-12 dni stosowania.

## Zalecenia do stosowania
Bemitil przepisywany jest osobom dorosłym do leczenia zaburzeń astenicznych w przypadku nerwicy, po urazach oraz innych przypadkach, w których potrzebna jest stymulacja funkcji psychicznych i fizycznych. Ze względu na przesłanki o jego działaniu immunostymulującym (pobudzającym układ odpornościowy), jest zalecany w leczeniu niektórych chorób zakaźnych. Wskazania do stosowania antihotu obejmują poprawę wydajności organizmu i jego regeneracji w warunkach ekstremalnych (w przypadku ciężkich ćwiczeń, niedotlenienia, przegrzania). Stosuje się go jako środek do optymalizujący adaptację do wpływu czynników ekstremalnych, korekcji zaburzeń astenicznych o różnym charakterze (w neurastenii, chorobach psychosomatycznych, po poważnych zakażeniach i zatruciach, w okresie okołooperacyjnym w przypadku interwencji chirurgicznych oraz w narkologii).

### Dawkowanie oraz bezpieczeństwo
W kompleksowych terapiach u pacjentów z urazem mózgu (TBI), cierpiących na zapalenie opon mózgowych, zapalenie mózgu, zaburzenia krążenia mózgowego lub zaburzenia poznawcze, antihot przepisywany był do spożycia po posiłkach – 1 kapsułka dwa razy dziennie. W razie konieczności dawkę dobową zwiększono do trzech kapsułek (dwie rano i jedna po południu). Preparat stosowano przez okres 3-5 dni, a następnie przerywano jego stosowanie przez okres kolejnych 2-3 dni, aby zapobiec kumulacji związku (w trakcie badań na szczurach ustalono, że kumulacja w krwi jest związana głównie z kumulacją w erytrocytach). Następnie cykl powtarzano. Liczba cykli zależała od efektów stosowania i wynosiła zazwyczaj 2-3 (niekiedy 4 do 6 cykli).
W przypadku bemitilu portale reklamujące ten środek sugerują stosowanie po posiłkach 0,25-0,5 g 2 do 3 razy dziennie. Dzienna dawka 0,5-1 g w ciągu 10-20 kolejnych dni lub 2-3 cykle obejmujące zażywanie przez okres 3-5 dni i przerwy 2-5 dni. Zaleca się jednoczesne stosowanie diety bogatej w węglowodany.
Efekty uboczne stosowania bemitilu obejmują nudności, rzadko wymioty, dyskomfort w żołądku, bóle głowy i zaczerwienienie twarzy. Lek jest przeciwwskazany w przypadku hipoglikemii. Producent antihotu pośród przeciwwskazań obok hipoglikemii wymienia laktację, nadciśnienie, jaskrę oraz nadwrażliwość na jego składniki.

### W praktyce klinicznej
W eksperymentalnej terapii pacjentów w wieku powyżej 60 lat operowanych w związku z zapaleniem pęcherzyka żółciowego zastosowano (obok standardowych procedur) w okresie okołooperacyjnym inhalacje alkaliczne, leki rozszerzające oskrzela oraz nasercowe, szerokie spektrum antybiotyków, tlenoterapię, oddychanie powietrzem wzbogaconym w tlen, fizyczną terapię ruchową oraz bemetil w charakterze środka antyhipoksyjnego, a następnie w okresie pooperacyjnym długotrwałą wentylację płuc. Zastosowanie tej kompleksowej terapii pozwoliło na blisko 3-krotne obniżenie liczby komplikacji pooperacyjnych w porównaniu ze stosowaniem standardowych procedur okołooperacyjnych. Z przeprowadzonych badań wynika, że w połączeniu z pirazidolem (pirlindolem) redukuje długoterminowe efekty syndromu astenicznego u pacjentów z obrażeniami mózgu.

## Historia
Stosowanie bromowodorku 2-(etylotio)benzimidazolu wynika z badań naukowych przeprowadzonych w byłym ZSRR w Wojskowej Akademii Medycznej (Petersburg, wówczas Leningrad) w latach 70. ХХ w. W latach 80. XX wieku lek był stosowany w działaniach bojowych byłego ZSRR. W szczególności jego stosowanie w wojskach lądowych pozwoliło zwiększyć wytrzymałość fizyczną i psychiczną oraz zdolność do pracy żołnierzy i oficerów podczas wykonywania zadań wymagających napięcia oraz zadań długotrwałych: w lotnictwie, siłach rakietowych i siłach obrony powietrznej – zwiększało zdolność do pracy operatorów oraz odporność na niedotlenienie, w marynarce wojennej – zwiększało odporność na niedotlenienie, oraz w razie potrzeby, na oddziaływanie wysokich temperatur otoczenia. Ostatnia wymieniona właściwość tego leku stała się przesłanką do jego powszechnego stosowania przez wojskowe siły specjalne w OKWR na terenie Afganistanu. Żołnierze mogli skutecznie przeprowadzać misję bojową w warunkach niedotlenienia (góry) oraz podwyższonej temperatury otoczenia.